# 2013년 12월 1일 유로마이단 봉기
2013년 12월 1일, 우크라이나 키이우의 여러 장소에서 11월 30일 밤 베르쿠트가 유로마이단 시위대를 공격한 것에 항의하여 일련의 12월 1일 봉기(우크라이나어: Події біля Адміністрації Президента України 1 грудня 2013 року)들이 발생했다. 이 날은 1991년 우크라이나가 소련에게서 독립한 이후 가장 많이 경찰들에게서 기자들이 부상을 당하기도 했다. 또한, 12월 1일 봉기는 현대 역사에서 시위대가 지역 청사 및 정부 청사를 점령한 첫 번째 사례가 되었다.

## 배경

### 11월 30일 시위대 공격

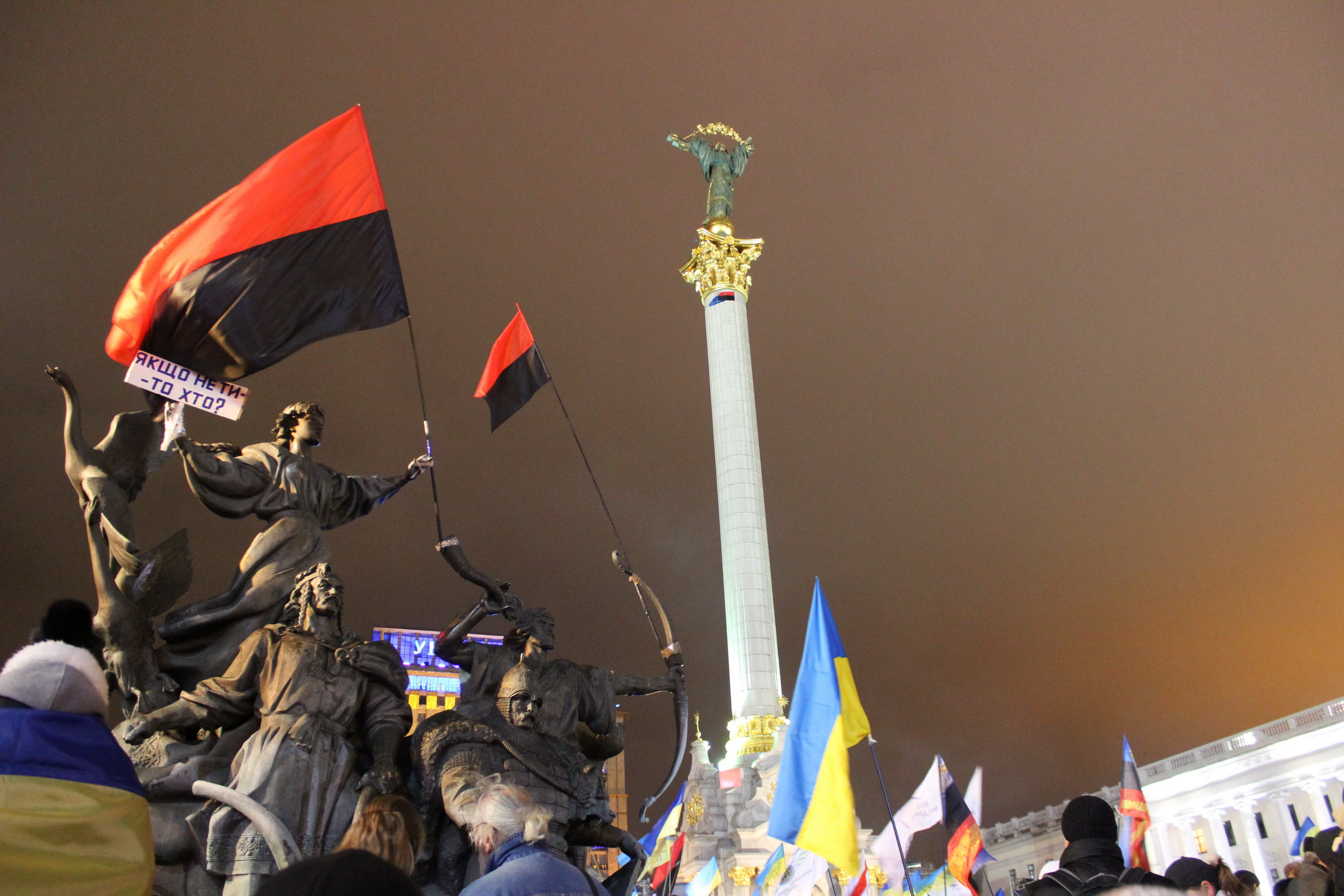
11월 29일, 공격을 받기 전 독립 광장에 휘날리는 우크라이나 국기와 우크라이나 반란군의 국기.

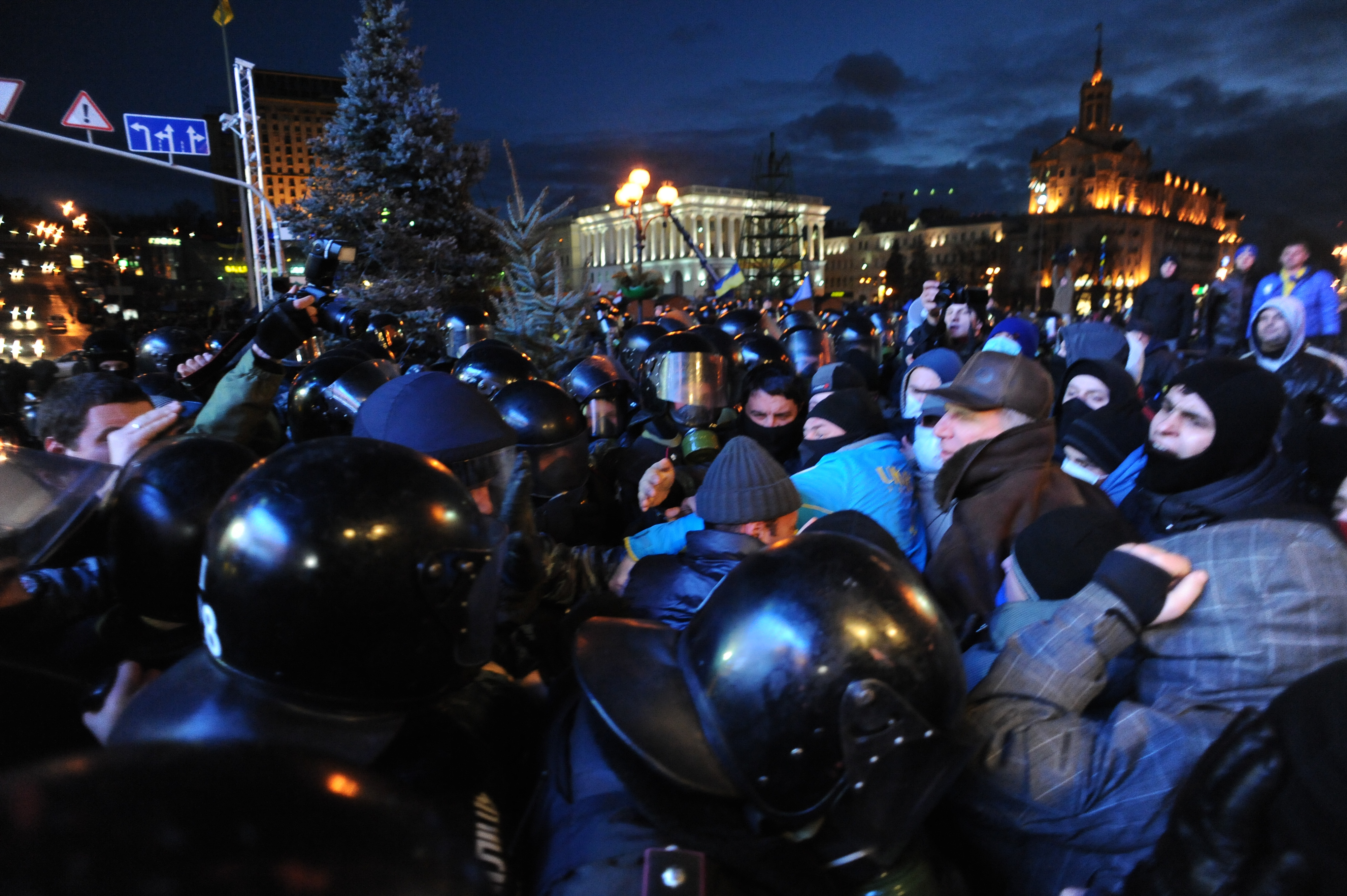
11월 29일 15시 35분(LST), 시위대를 공격하는 경찰.

2013년 11월 30일 밤인 오전 4시, 경봉, 섬광탄, 최루탄 등으로 무장한 베르쿠트가 인근의 전화 통신을 중지시키면서 독립 광장의 모든 시위대를 공격하고 분산시켰다. 경찰들은 시위대(이들 중 대부분이 저항하여 실패) 뿐 아니라 독립광장 인근의 민간인들에게도 공격을 가했고, 이후 베르쿠트가 수백 미터를 추격하면서 주변의 민간인을 폭행했다. 처음에는 로이터 지의 카메라맨과 사진사를 포함하여 35명이 베르쿠트의 공격으로 부상을 입었다. 다른 시위대들은 체포되었다. 대부분의 시위대는 학생이었다. 9시 20분, 베르쿠트가 성 미카엘 황금돔 수도원을 공격하여 약 시위대 50명이 부상을 입었다. 경찰 대변인인 올하 빌리크(Olha Bilyk)는 경찰의 습격은 시위대가 크리스마스와 연말연시의 광장 장식 준비를 방해했고 돌을 던졌다고 발표하면서 정당화했다. 우크라이나 내무부의 비탈리 자카르첸코는 나중에 사과하였으며 "진압경찰이 지나치게 힘을 남용"했다고 말했고 철저하게 조사를 하겠다고 말했다. 국영 텔레비전을 통해, 그는 "대형 소요에 대한 요구가 있을 경우, 우리는 가혹하게 대응할 것이다"라고 덧붙였다.
공식 성명에서, 우크라이나 검찰총장 아나톨리 프리스코(Anatoliy Pryshko)는 학생 6명, 기자 4명, 외국인 2명을 포함하여 진압 도중 79명이 부상을 입었다고 발표했다. 10명이 병원에 입원하였으며 경찰도 7명 부상을 입었다고 말했다.
2013년 11월 30일 성 미카엘 수도원 근처에 있는 성 미카엘 광장과 독립광장에서 다른 자발적인 모임이 일어났다. 유럽 연합 국가 중 10개국 대사는 우크라이나의 유럽 연합 대사 잔 톰빈스키와 모여 시위대를 만났다. Hromadske.TV에 따르면, 16시에 회의장 근처에서 5,000명이 "용서하지 않을 것이다", "혁명" 등을 외치면서 모여들었다. 성 미카엘 광장의 시위대들은 방위군 병력을 형성하기 시작했다. 30일 저녁에 시위대 약 10,000명이 남았으며, 토요일 밤에는 리비우에서 키이우로 약 10,000명 정도가 출발하기 시작했다.
11월 30일, 바티키우시나, 우크라이나 민주 개혁 동맹(UDAR), 스보보다가 모여 "우크라이나 레지스탕스 본부"를 창설했다.

## 12월 1일 봉기

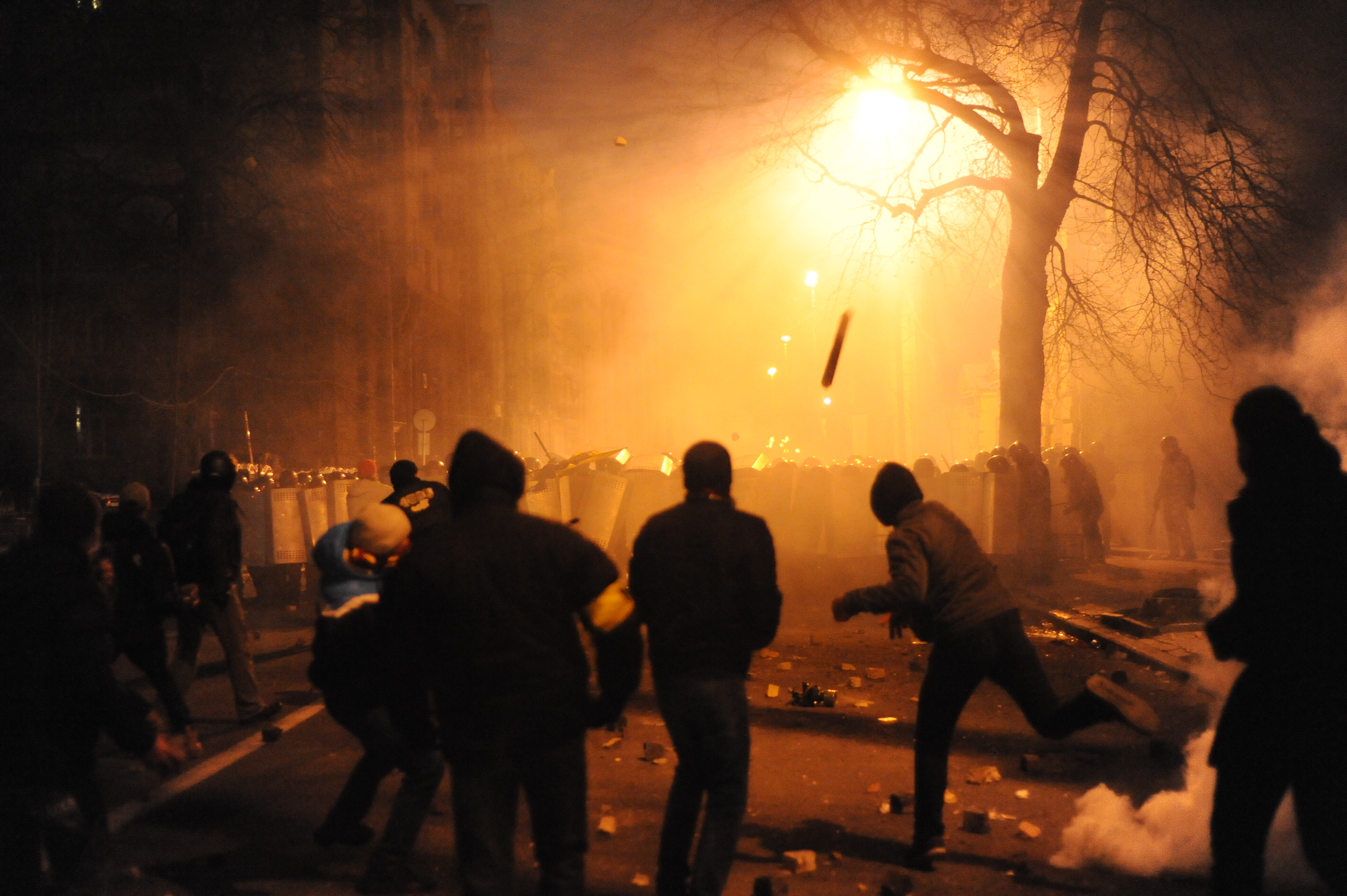
시위대와 경찰 사이에 일어난 충돌.

12월 1일, 키이우 지방 법원에서 독립광장 및 유럽광장을 포함하여 키이우 전 구역에서 시위를 금지시켰으며 대통령 행정청사 및 내무부 건물 앞은 2014년 1월 7일까지 이 같은 조치가 시행되었다. 시위 세력은 12월 1일 집회가 금지된 장소가 아니였던 성 미카엘 광장에 모여 독립 광장을 향해 진군하는 집회를 계획했다. 12월 1일 행진 기간 동안, 시위대들은 이를 통해 금지령을 무시했고, 성 미카엘 광장에서 독립광장으로 재수복하기 시작했다. 시위대들은 키이우 시의회 건물 유리창 여러 개를 깨트렸으며, 독립광장으로 향하던 시위대가 다른 곳으로 이탈하여 반코바 가의 대통령 행정 건물을 장악했고, 흐루셰우스키 가의 내각 건물을 장악했다. 사람들은 "도적을 쫓아내자"라고 외치고 우크라이나 국가를 불렀다. 야당인 바티키우시나는 이 행진에 시위대 50만명이 참여했다고 말했으며, 야당 대표 페트로 포로셴코는 독립광장에 35만명이 있었다고 주장했다. 기타 다른 뉴스 기관에서는 독립광장에 10만명이 도착했다고 말했으며, 총 시위대의 숫자는 40만명에서 80만명으로 어림했다. 한 설문 조사에 따르면, 11월 30일 폭력적인 진압으로 시위대에 참여하겠다는 비율이 70%가 넘었다.
14시에, 시위대들이 불도저 LongGong CDM 833을 징발하여 독립광장에서 대통령 관저 주변을 둘러싸는 울타리를 파괴하려고 했다. 사람들은 국내군 방귀군에게 벽돌을 던졌다. 대통령 관저 밖에서 적어도 3명 이상이 날라오는 벽돌로 인한 머리 부상을 입었다. AFP 기자는 보안군이 대통령 관저 밖으로 수류탄 수십 개를 던져 곳곳에 화재가 발생했으며, 시위대는 연막탄을 막기 위해 마스크를 쓰고 경찰에게 돌과 화염병을 던졌다고 말했다. 시위대들은 앞서 경찰 병력들과의 대결은 앞잡이들이 조직했으며, 시위대는 반코바 가에서의 충돌과는 관련이 없다고 말했다. 그들은 시위가 평화롭게 진행되었다고 말했다. 우크라이나 대의원 중 한 명인 페트로 포로셴코를 포함하여 다수의 운동가들이 트렉터를 멈출려고 시도했다.

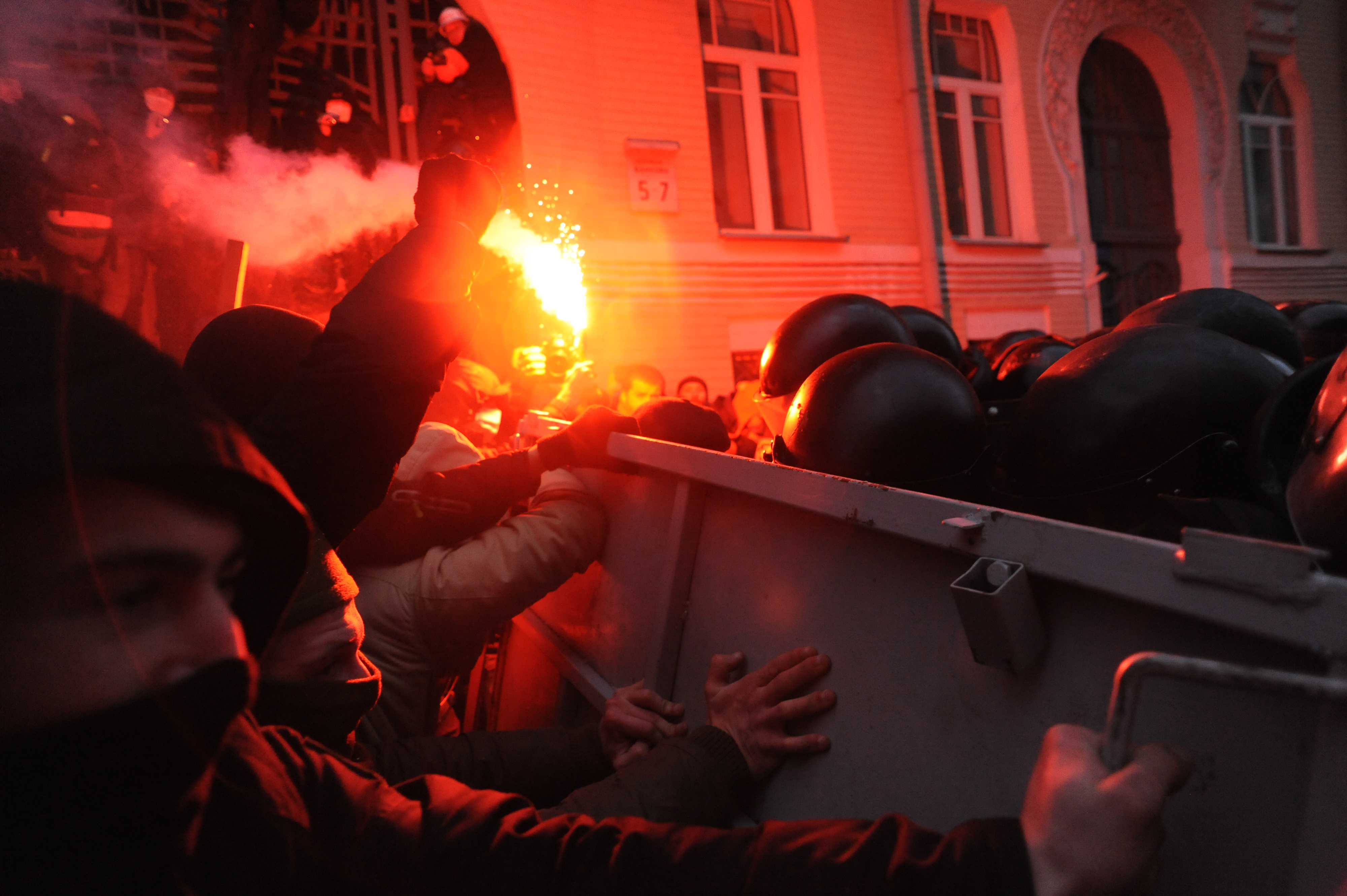
2013년 12월 1일, 우크라이나 키이우 반코바 가에서 폭동 진압 장비를 갖춘 우크라이나 국내군과 시위대와 충돌하는 모습.

라디오 스톨리지아에서는 베르쿠트 기동대가 키이우 북쪽 교외의 메즈히랴 거주지에서 행진하던 시위대 차량 대열 정지시켰다고 말했다.
우크라이나 내무부는 300명 이상의 급진적인 조직인 브라츠트보 조직이 대표인 드미트로 코르쳰스키(Dmytro Korchynsky)에 따라 대통령 관저 외부에서 진입을 시도하라는 명령을 내려 따랐다고 말했다.
시위대가 키이우 시의회 건물과 무역 연합 빌딩을 장악했다. 이 건물은 여전히 시위대의 통제 하에 남아있었다. 시의회 건물은 시위대들이 유리창을 부수고 내부로 진입하여 점령했다. 창문에는 우크라이나 국기를 계양하고 "우크라이나는 우리 것"이라는 메시지를 적었다. 도시 경찰은 시청의 시위대에게 건물 안에서 즉시 떠나지 않으면 "조치를 수행하겠다고" 경고했다. "수도의 경찰은 합법적인 요구 사항을 수행하지 않을 경우, 불법으로 점령한 건물을 해방시키는 합법적 조치를 취할 것이다"라고 말했다.
우크라이나 작가 연합의 대표 세르히 판티우크(Serhiy Pantiuk)는 연합 빌딩의 쉼터 안에 여성 몇몇이 있다고 말했다. 다른 시위대들이 베르쿠트를 피해 건물 안으로 피난을 온 이후, 경찰이 창 뒷면으로 접근하여 여성, 기자, 건물 경비 등을 포함한 모든 사람들을 구타하기 시작했다. 안에는 50명이 숨어있었다.
우크라이나 행정부 및 내무부 공식 홈페이지에서는 하루의 대부분 30만명의 법 집행 요원이 통제하고 있었다고 말했다. 지역 언론에서는 군이 책임을 지진 않았지만 해커가 원인일 것이라고 말했다.
20시, 수천명의 시위대들이 블라디미르 레닌의 동상을 지키던 베르쿠트를 공격했다. 병력이 최루탄을 발사하고 군중들을 마구잡이로 공격하는 동안, 시위대가 바위, 사다리, 기타 물체를 통해서 방어하기 시작했다. 적어도 베르쿠트 1명이 큰 부상을 입었고, 군대는 버스를 통해 시위대로부터 탈출해야 했다.

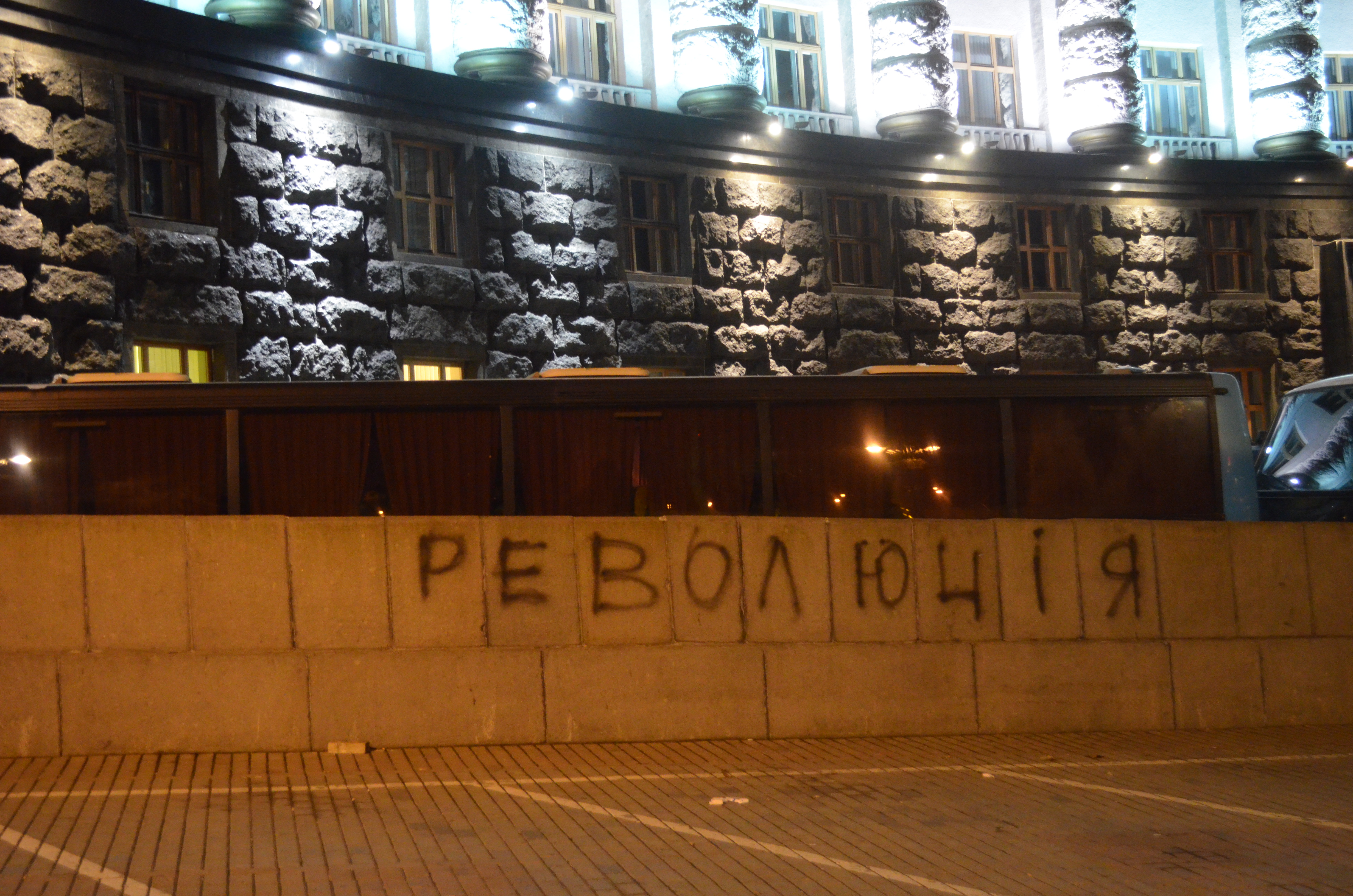
'혁명'("Революція")이라고 쓰여진 벽의 낙서.

시위대는 국가적인 파업을 선포하고 독립광장에서 천막을 설치하기 시작했다. 작가 이레나 카르파도 파업에 참여할 것을 촉구했고 러시아 제품 불매운동 및 시위를 계속했다. 야당 대표들은 야누코비치 대통령이 12월 2일 국가 비상사태를 선포할 계획이라고 말했다. 클리츠코는 대통령 관저 점령 시도로 비상사태를 선포하게 되는 등 정부를 자극하게 되었다고 비난했다. 그는 모든 사람들이 평화롭게 광장에 머물러야 한다고 말했다. 그는 나중에 대통령 사임 당시 "그들은 꿈을 훔쳤다. 정부가 사람들의 뜻을 성취하지 못하게 막고, 그러한 정부가 없어진다면 이러한 대통령도 없을 것이다. 이제는 새 정부와 새 대통령이 되었다," 라고 군중 앞에서 연설했다. 한편, 스보보다의 대표 올레 타녠보크는 국가적 파업을 선포하고 공식적으로 "사회와 국가적 혁명"이라고 말하면서 공식적으로 우크라이나에서 혁명이 시작했다고 말했다. 시위대 대표 유리 루첸코는 혁명을 위해 일어나라고 요구하면서 "우리의 계획은 분명하다. 이것은 행진이 아니며, 행동도 아니다. 이것은 바로 혁명이다"라고 말했으며, 1991년과 2004년과 같이 혁명을 일으키자고 말했다.

## 부상자
우크라인스카 프라우다의 보도에 따르면, 경찰 5명이 부상을 입었고 3명이 알 수 없는 기체로 인한 화학적 중독을 겪었다고 발표했다. 오후 4시, 키이우 국가행정부의 보건국에 따르면 22명이 부상을 입어 응급실로 실려갔다고 발표했다. 인터팍스-우크라이나에 따르면, 대부분의 부상자들은 눈과 신체의 화학적 화상 치료를 받았다고 말했다. 키이우 경찰 대변인 올하 빌리크는 전화를 통해 경찰 임원 100여명이 충돌에서 부상을 입었다고 말했다. 시장의 사무 관계자는 약 50명 이상이 부상을 입었다고 말했다. 키이우 포스트는 시위대 수백명이 부상을 입었다고 말했다. 보건국에 따르면, 충돌 둘째 날이 끝난 이후 109명이 입원했고 총 165명이 부상을 입었다고 말했다.

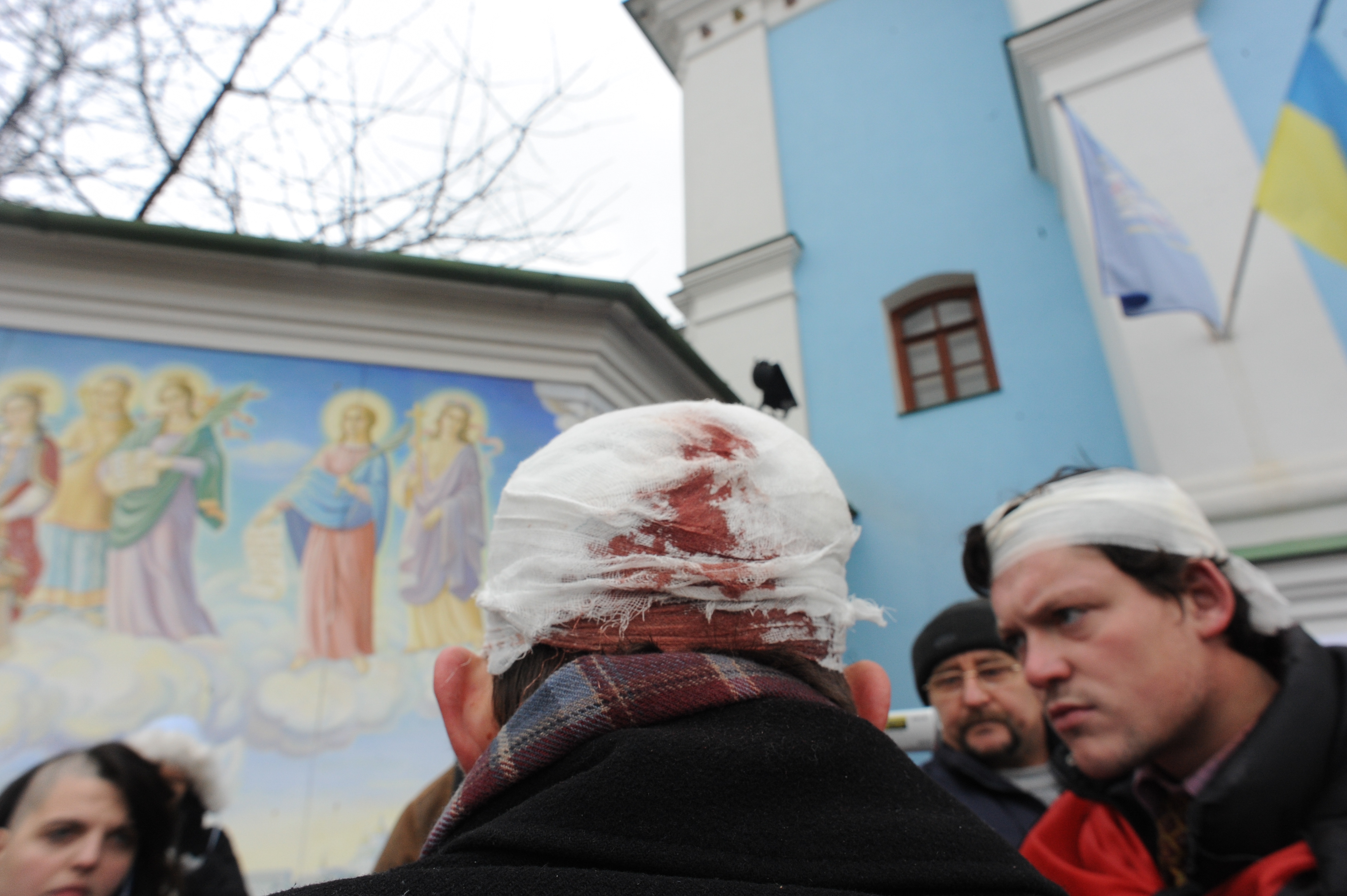
11월 30일, 독립 광장의 폭력 진압 이후 부상당한 시위대.

텔레크리티카에서는 부상당한 기자 및 사진사 40명 이상의 목록을 미디어에서 공개하면서, 많은 보고서와 함께 이들 대부분이 ID 카드를 착용하고 있었음에도 불구하고 베르쿠트에게 구타를 당했다고 말했다. 뉴욕 타임스, 우크라인스카 프라우다, AFP의 사진사 및 기자 30명 이상이 경찰의 충돌로 부상을 입었다고 말했다. 기자 1명이 반코바 가에서 베르쿠트와 충돌하는 도중 폭발 장치에 맞았으며, 뉴욕 타임스 사진사 조세프 스웬키(Joseph Sywenkyj)는 수류탄 조각에 얼굴을 맞아 부상을 입었다고 전했다. 우크라이나의 신문인 더 인사이더의 사진사는 경찰들에게 기자라고 말했지만, 카메라맨과 함께 경찰에게 폭행당했다고 말했다. 유로뉴스의 카메라맨 로만 쿠프리야노프(Roman Kupriyanov)는 베르쿠트에게 구타당했다고 전했다. 유로뉴스는 12월 1일 "그는 의도적으로 진압 경찰의 표적이 되었다고 주장하는 여러 언론 기자들 중 한 명이다"라고 말했다. 1+1의 드미트로 볼코프(Dmytro Volkov)는 경찰이 기자의 장비를 목표로 했다고 말했다. 사진사 세르히 수핀스키(Serhiy Supinskiy)는 반코바 가에서 진압 경찰에게 폭행당했다고 말했다. 경찰들이 의도적으로 사진 장비를 부수고, 플래시와 렌즈를 파괴했다고 말했다.

## 주요 핫스팟 및 불안 장소
하루 중 폭력적이고 가장 광범위하게 보고된 봉기 장소는 다음과 같다.
- 반코바 가 (리프키 정부 구역 근방)의 우크라이나의 대통령 관저 건물에서 건물을 보호하는 경찰과 시위대 사이 충돌
- 흐레샤티크의 시위대가 기습 점령한 키이우 시의회 청사 건물(키이우 시청으로도 알려짐)
- 베사라브스카 가의 알 수 없는 시위대가 키이우의 레닌 동상을 붕괴시켰으며, 경찰과 시위대 사이 충돌

## 같이 보기
- 키이우 레닌 동상의 붕괴
- 드미트로 코르쳰스키
- 테티아나 초르노볼
- 위장 술책